# Carl Gustaf Reuterskiöld
Carl Gustaf Reuterskiöld, född 16 december 1758, död 25 april 1815 i Norrköpings Sankt Olai församling, Östergötlands län, var en svensk militär.

## Biografi
Carl Gustaf Reuterskiöld föddes 1758. Han var son till ryttmästaren Axel Didrik Reuterskiöld och Eva Anna Wetverstedt. Reuterskiöld blev 1768 volontär vid Södermanlands regemente och 1772 sergeant vid regementet. Han blev 11 september 1775 kornett vid Livdragonregementet och 10 juli 1778 löjtnant vid regementet. Reuterskiöld blev 12 augusti 1782 stallmästare hos hertig Fredrik Adolf och 2 mars 1785 löjtnant vid Adelsfaneregementet. Han blev 2 mars 1785 kapten vid Änkedrottningens livregemente, 24 april 1792 major vid Änkedrottningens livregemente och 5 mars 1794 överstelöjtnant vid Närke-Värmlands regemente med avsked 26 oktober 1801. Reuterskiöld avled 1815 i Norrköping.
Reuterskiöld var från 1814 till 1815 ordförande i Norrköpings stads gille, Östergötlands läns hushållningssällskap.

### Familj
Reuterskiöld gifte sig 13 maj 1792 i Stockholm med firherrinnan Agneta Sofia Örnsköld (1754–1812), dotter till överstelöjtnanten Carl Daniel Örnsköld och Anna Maria Schönström.